# 川田駅
川田駅（かわたえき）は、徳島県吉野川市山川町川田にある四国旅客鉄道（JR四国）徳島線の駅である。駅番号はB15。

## 歴史
初代川田駅（かわだえき）は1907年（明治40年）8月28日に徳島鉄道の駅として開業、同年9月1日の国有化を経て1914年（大正3年）3月25日の新線開通に伴い廃止された。現在の川田駅は二代目に当たる。

### 年表
- 1914年（大正3年）3月25日：新線上に開業[1]。
- 1970年（昭和45年）6月1日：貨物取扱廃止[1]。
- 1972年（昭和47年）10月1日：荷物扱い廃止[2]。無人駅となる[3]。
- 1987年（昭和62年）4月1日：国鉄分割民営化により四国旅客鉄道が承継[1]。

## 駅構造
島式ホーム1面2線を有する地上駅。木造駅舎は阿波池田に向かって右側にあり、前面が改装されている。駅舎とホームは跨線橋で結ばれている。
無人駅。1972年（昭和47年）無人化された後、簡易委託駅となり、駅舎内で近距離切符を販売していたが、JR四国が発足した頃に簡易委託を取り止めて、完全な無人駅となった。
かつては附近の製糸工場のための貨物輸送を行っていた。

### のりば
| のりば | 路線    | 方向 | 行先               |
| ------ | ------- | ---- | ------------------ |
| 1      | ■徳島線 | 上り | 鴨島・徳島方面     |
| 2      | ■徳島線 | 下り | 穴吹・阿波池田方面 |

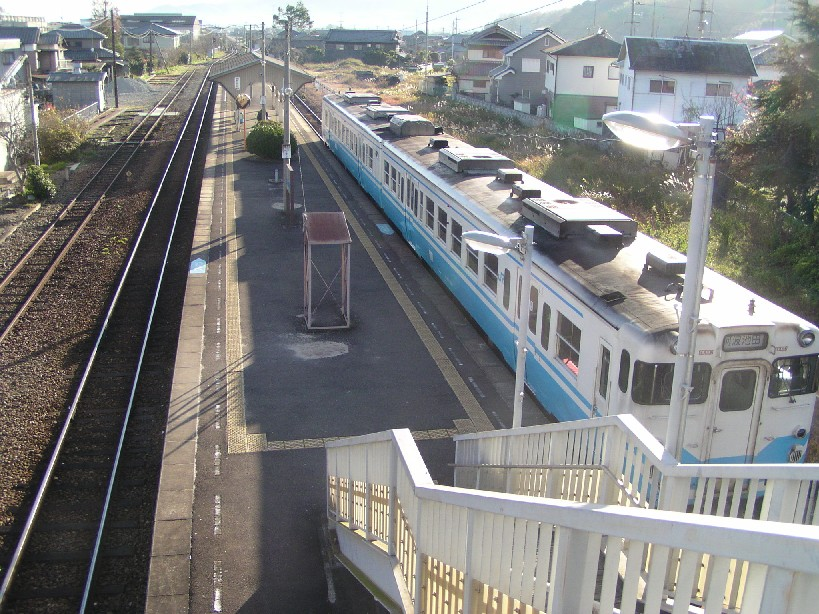
ホーム（跨線橋から、2004年12月）

## 駅周辺
旧麻植郡川田町（その後隣の山瀬町と合併して山川町になる）の中心地で、旧国道沿いに集落が広がる。知る人ぞ知る銘菓「川田まんぢう」の本店が、駅のすぐ近くにある（1872年創業。2023年10月31日職員高齢化等のため閉店）。川田まんぢう（川田まんじゅう）はかつて当駅で立ち売りが行われていた。
- 長久堂川田まんぢう本店
- 川田郵便局
- 吉野川市立川田西小学校
- 福生寺
- 西川田の大クス - 吉野川指定天然記念物

## 隣の駅
四国旅客鉄道（JR四国）
■徳島線
■普通
阿波山川駅 (B14) - 川田駅 (B15) - 穴吹駅 (B16)